# Bori notesz
A Bori notesz Radnóti Miklós 1944-ben íródott, utolsó verseit tartalmazó notesz másolata és ennek szedésnyomtatásban megjelenő kiadása.

## Története
1946. június 23-án az abdai exhumálásnál, a 22 kihantolt férfitest között megtalálták Radnóti Miklós holttestét, egy ceruzával teleírt notesszel a viharkabátja zsebében. A jegyzetfüzet első oldalán, öt nyelven a következő sorok álltak:
„Ez a jegyzőkönyvecske Radnóti Miklós magyar költő verseit tartalmazza. Kéri a megtalálót, hogy juttassa el Magyarországra Ortutay Gyula dr. egyetemi magántanár címére, Budapest VII., Horánszky u. 1. I.”
„A megtalált füzet a felfedezés időpontjában (a költő halála után huszonegy hónappal) olyan állapotban volt, hogy a versszövegek hiteles leirata csupán e kézirat nyomán nem lett volna megvalósítható. Radnóti Miklós kéziratainak lapokra írott másolatait átadta néhány bori bajtársának, így Szalai Sándornak is, aki azokat hazatérte után illetékesekhez juttatta.”
Szalai Sándor szociológus 1945 elején érkezett haza a bori rézbányák fogságából és átadta a verseket Ortutay Gyulának.
„Annyi kétség és félelem után ismét bizakodni kezdtünk: a versek ereje is sugallta, hogy élnie kell Miklósnak, él és visszajön. Egymásnak ellentmondó híreket hallottunk addig, s vártuk őt ismét. S aztán hosszú hónapok múltán a kezembe került az »Új Élet« 1946. augusztus 1-i száma, s a lap 14. oldalán olvashattuk a felhívás címét s könyörtelenül tárgyilagos szövegét: „Jelentkezzenek az Abdán meggyilkolt munkaszolgálatosok hozzátartozói.” Miklós neve a 12. sorszámon szerepelt. Ez a hír vetett véget minden reményünknek. A felhívás befejező része aztán további tájékoztatást adott (…) „Az itt felsorolt 22 holttest egy része a jelenleg Abda községben exhumálás alatt álló, valószínűleg több mint 60, hungaristák által meggyilkolt munkásszolgálatosnak.”

## Versek
- Hetedik ecloga
- Levél a hitveshez
- Gyökér
- À la recherche…
- Nyolcadik ecloga
- Razglednica
- Erőltetett menet
- Razglednica (2)
- Razglednica (3)
- Razglednica (4)

## Kiadások
- Radnóti Miklós. Bori notesz. Budapest: Magyar Helikon (1970)
- Radnóti Miklós. Bori notesz. Budapest: Magyar Helikon, 34. o. (1971)
- Radnóti Miklós. Bori notesz. Budapest: Magyar Helikon, 34. o. (1974)
- Radnóti Miklós. Bori notesz. Budapest: Magyar Helikon / Szépirodalmi, 34. o. (1 1978). ISBN 9632070542
- Radnóti Miklós. Bori notesz. Budapest: Helikon / Szépirodalmi, 34. o. (1985). ISBN 9632077725
- Radnóti Miklós. Bori notesz. Szekszárd: Helikon (2006). ISBN 9632089405
- Radnóti Miklós. Bori notesz. Budapest: POKET Publishing, 103. o. (2024). ISBN 9786156384539